# 杨少任
杨少任（1914年—1963年5月1日），男，广东揭阳人，中国电影事业家，原中国电影工作者协会理事，原中国电影发行放映公司经理。